# Una gioia insolita
Una gioia insolita: Lettere tra un prete cattolico e un laico anglicano è un'antologia in italiano pubblicata nel 1995 che raccoglie la corrispondenza tra don Giovanni Calabria (il "prete cattolico") e C. S. Lewis (il "laico anglicano"), curata da Luciano Squizzato.

## Storia
La corrispondenza tra i due iniziò nel 1947 per iniziativa di don Calabria, dopo che questi aveva letto il romanzo di Lewis Le lettere di Berlicche. Non conoscendo l'inglese, Calabria decise di scrivere latino, lingua che Lewis conosceva e in cui poi continuò l'intero dialogo. Gli argomenti delle lettere spaziano dall'ecumenismo alla storia europea moderna, alla liturgia e all'etica.
Alla morte di don Calabria nel 1954 il suo successore alla guida dell'Opera Don Calabria don Luigi Pedrollo continuò lo scambio epistolare fino alla morte di Lewis avvenuta nel 1963.
Walter Hooper, segretario di Lewis e curatore delle sue opere, ha collocato questa corrispondenza tra gli importanti documenti ecumenici del 900.
Questa medesima corrispondenza è stata oggetto anche di un'altra antologia in inglese intitolata The Latin Letters of C. S. Lewis, curata da Martin Moynihan e pubblicata nel 1988.

## Edizioni
- Giovanni Calabria e C. S. Lewis, Una gioia insolita: Lettere tra un prete cattolico e un laico anglicano, a cura di Luciano Squizzato, traduzione di Patrizia Morelli, Milano, Jaca Book, 1995, ISBN 88-16-30297-6.
- Giovanni Calabria e C. S. Lewis, Una gioia insolita: Lettere tra un prete cattolico e un laico anglicano, a cura di Luciano Squizzato, traduzione di Patrizia Morelli, Milano, Jaca Book, 2017, ISBN 978-88-16-37171-2.